# Poyntonophrynus
A Poyntonophrynus a kétéltűek (Amphibia) osztályába, a békák (Anura) rendjébe és a varangyfélék (Bufonidae) családjába tartozó nem.

## Előfordulása
A nem fajai a délkelet-Ázsiában,  Mianmarban, Thaiföldön, Indonéziában, Vietnámban, Kambodzsában, Laoszban honosak.

## Rendszerezés
A nembe az alábbi fajok tartoznak:
- Poyntonophrynus beiranus (Loveridge, 1932)
- Poyntonophrynus damaranus (Mertens, 1954)
- Poyntonophrynus dombensis (Bocage, 1895)
- Poyntonophrynus fenoulheti (Hewitt & Methuen, 1912)
- Poyntonophrynus grandisonae (Poynton & Haacke, 1993)
- Poyntonophrynus hoeschi (Ahl, 1934)
- Poyntonophrynus kavangensis (Poynton & Haacke, 1988)
- Poyntonophrynus lughensis (Loveridge, 1932)
- Poyntonophrynus pachnodes Ceríaco, Marques, Bandeira, Agarwal, Stanley, Bauer, Heinicke & Blackburn, 2018
- Poyntonophrynus parkeri  (Loveridge, 1932)
- Poyntonophrynus vertebralis (Smith, 1848)